# 李儒云
李儒云（1916年3月—1997年11月），苗族，贵州台江人，中国近现代政治人物。

## 生平
李儒云于1938年毕业于贵阳师范学校。在校期间被学校中共地下党支部吸收为中共党员。1938年他曾参加中华民族解放先锋队（简称“民先”）贵阳地方组织的活动。同年8月国民党当局解散“民先”，李儒先被捕入狱。出狱后，他于1939年失去与中共地下党组织的联系。1949年，他曾与部分少数民族人士一同创立“苗夷民族自救会”。
中华人民共和国成立后，他参加首届贵阳市各届人民代表会议，并出任筹委会秘书处副主任。1950年起，任贵阳市人民政府民族事务委员会主任委员、贵阳市民政局副局长。1957年反右运动期间被划为“右派”。1980年起任贵阳市政协第五、六届副主席。1983年当选中国国民党革命委员会贵阳市委员会主任委员。此外，他还曾任第七届全国政协常委，贵州省第六、七届人大代表，民革贵州省委常委，民革中央团结委员会委员等职。